# Albert Sandner
Albert Sandner (* 1955) ist ein deutscher Autor, Drehbuchautor und Schauspieler.

## Leben
Albert Sandner wurde 1955 geboren. Er wuchs in ländlichen Verhältnissen in Bayerisch-Schwaben auf. Er studierte an der Hochschule für Fernsehen und Film München und wohnt seither in München.
1979 hatte Sandner in dem Film Baranski seinen einzigen Auftritt.

## Filmografie

### Schauspieler
- 1979: Baranski

### Drehbuchautor
- 1981–1988: Polizeiinspektion 1 (1981–1988)
- 1987/1988: Eichbergers besondere Fälle (13 Folgen)
- 1990: Heidi und Erni (1 Folge)
- 1996: Solange es die Liebe gibt (11 Folgen)
- 1998: Kleine Semmeln
- 2000: Geier im Reisrand
- 2001: Geregelte Verhältnisse
- 2002: Unterholz
- 2000–2008: Siska (31 Folgen)
- 2008–2012: Der Alte (15 Folgen)

## Bücher
- 1986: Die Nacht und die Herrlichkeit
- 2005: Den Bühnen gegenüber als H. gedr.
- 2019: Ziemlich gute Menschen